# Thailands damlandslag i volleyboll
Thailands damlandslag i volleyboll  representerar Thailand i volleyboll på damsidan. Laget organiseras av Thailands volleybollförbund. Det har blivit asiatiska mästare tre gånger (2009, 2013 och 2023).

### Fotnoter
1. 1 2 3 4 5 6 7 8 9 10 11 12 13 14 15 16  ”Asian senior women volleyball championship” (på engelska). Asian Volleyball Confederation. https://asianvolleyball.net/new/asian-senoir-women-volleyball-championship/. Läst 11 februari 2023.
2. ↑  ”1998 VOLLEYBALL WORLD CHAMPIONSHIPSWOMEN'S RESULTS” (på engelska). https://web.archive.org/web/20151228144318/http://volleyball.org/worldchamp/1998/women_results.html. Läst 2 mars 2023.
3. ↑  ”Volleyball results, XXI SEA Games, 2001” (på engelska). 24 november 2001. https://web.archive.org/web/20011124222317/http://sadec.com/Sea2001/res_vb.html. Läst 28 maj 2023.
4. ↑  ”Women's World Championship 2002 - Final Standings” (på engelska). Fédération Internationale de Volleyball. http://www.fivb.org/En/Volleyball/Competitions/WorldChampionships/Women/2002/Standings/Final_Standings.asp. Läst 2 mars 2023.
5. ↑  ”2005seagames.com.ph” (på engelska). http://results.2005seagames.com.ph/indoorvolleyball/results.asp. Läst 28 maj 2023.
6. ↑  ”Southeast Asian Games 2007 » classification :” (på engelska). https://women.volleybox.net/women-southeast-asian-games-2007-o4590. Läst 28 maj 2023.
7. ↑  ”FIVB Women's World Cup 2007” (på engelska). Fédération Internationale de Volleyball. http://www.fivb.org/EN/volleyball/competitions/WorldCup/2007/Women/Standings/Standings.asp. Läst 26 februari 2023.
8. ↑  ”Standings” (på engelska). Fédération Internationale de Volleyball. http://www.fivb.org/EN/volleyball/competitions/WorldGrandPrix/2008/Standings/finals.asp?sm=40. Läst 29 juni 2024.
9. 1 2 3 4 5 6  ”AVC Cup for women” (på engelska). Asian Volleyball Confederation. https://asianvolleyball.net/new/avc-cup-for-women/. Läst 12 februari 2023.
10. ↑  ”Southeast Asian Games 2009 » classification :” (på engelska). https://women.volleybox.net/women-southeast-asian-games-2009-o4589/classification. Läst 28 maj 2023.
11. ↑  ”2010 FIVB Women's World Championship  -  Japan” (på engelska). Fédération Internationale de Volleyball. http://www.fivb.org/EN/Volleyball/Competitions/WorldChampionships/2010/Women/FinalStanding.asp?Tourn=MWCH2010. Läst 2 mars 2023.
12. ↑  ”FIVB Volleyball World Grand Prix 2012” (på engelska). Fédération Internationale de Volleyball. http://www.fivb.org/EN/volleyball/competitions/WorldGrandPrix/2012/FinalStanding.asp. Läst 18 mars 2024.
13. ↑  ”FIVB Volleyball World Grand Prix 2013  -  Final standing” (på engelska). Fédération Internationale de Volleyball. http://www.fivb.org/EN/volleyball/competitions/WorldGrandPrix/2013/finalstanding.asp. Läst 18 mars 2024.
14. ↑  ”Final standing” (på engelska). Fédération Internationale de Volleyball. http://www.fivb.org/EN/Volleyball/Competitions/GrandChampionCup/2013/Women/FinalStanding.asp. Läst 10 februari 2023.
15. ↑  ”FIVB Volleyball Women's World Championship Italy 2014” (på engelska). Fédération Internationale de Volleyball. http://italy2014.fivb.org/en. Läst 2 mars 2023.
16. ↑  ”Final standing” (på engelska). Fédération Internationale de Volleyball. http://worldgrandprix.2015.fivb.com/en/finals-1/competition/final-standing. Läst 21 mars 2023.
17. ↑  ”FIVB World Grand Prix 2017” (på engelska). Fédération Internationale de Volleyball. http://worldgrandprix.2017.fivb.com/en. Läst 7 mars 2023.
18. ↑  ”FIVB Volleyball Nations League 2018” (på engelska). Volleyball World. https://en.volleyballworld.com/en/vnl/2018#navwvnl2018. Läst 7 mars 2023.
19. ↑  ”Final standing” (på engelska). Fédération Internationale de Volleyball. http://japan2018.fivb.com/en/results-and-ranking/final-standing. Läst 18 oktober 2022.
20. ↑  ”Final Standing” (på engelska). Fédération Internationale de Volleyball. https://en.volleyballworld.com/en/vnl/2019/womensfinals/competition/finalstanding. Läst 31 augusti 2022.
21. ↑  ”ASIAN SENIOR WOMEN VOLLEYBALL CHAMPIONSHIP” (på engelska). Asian Volleyball Confederation. https://asianvolleyball.net/new/asian-senoir-women-volleyball-championship/. Läst 23 oktober 2022.
22. ↑  TTXVN (22 maj 2022). ”SEA Games 31: Thailand bag gold in women’s indoor volleyball” (på engelska). https://seagames-en.vnanet.vn/anh-bao-chi/3219024.html. Läst 29 februari 2024.
23. ↑  ”Final Standings” (på engelska). Fédération Internationale de Volleyball. https://en.volleyballworld.com/volleyball/competitions/vnl-2022/final-standings/women/. Läst 31 augusti 2022.
24. ↑  ”2022 AVC Cup for women” (på engelska). Asian Volleyball Confederation. https://asianvolleyball.net/new/2022-avc-cup-for-women/. Läst 12 februari 2023.
25. ↑  ”Final standings” (på engelska). Fédération Internationale de Volleyball. https://en.volleyballworld.com/volleyball/competitions/women-worldchampionship-2022/standings/#round-f. Läst 15 oktober 2022.
26. ↑  ”iGames - Cambodia 2023” (på engelska). Sydostasiatiska spelen 2023. Arkiverad från originalet den 18 maj 2023. https://web.archive.org/web/20230518080555/https://games.cambodia2023.com/#gameresult. Läst 28 maj 2023.
27. ↑  Preechachan (15 maj 2023). ”EMBATTLED THAILAND PUT IT PAST DETERMINED VIETNAM IN THRILLING SHOWDOWN TO RETAIN THEIR SEA GAMES TITLE” (på engelska). Asian Volleyball Confederation. https://asianvolleyball.net/new/embattled-thailand-put-it-past-determined-vietnam-in-thrilling-showdown-to-retain-their-sea-games-title/. Läst 28 februari 2024.
28. ↑  volleyballworld.com. ”VNL 2023 - Women's standings.” (på engelska). https://en.volleyballworld.com/volleyball/competitions/vnl-2023/standings/women/. Läst 26 juli 2023.
29. ↑  ”Bulltein No. 8” (på engelska). Asian Volleyball Confederation. https://asianvolleyball.net/new/wp-content/uploads/2023/09/Bulletin_No8_Sr.Women_.pdf. Läst 13 oktober 2023.
30. ↑  Cui Fandi. ”Chinese women’s team claims 9th volleyball crown” (på engelska). Global Times. https://www.globaltimes.cn/page/202310/1299398.shtml. Läst 19 december 2023.
31. ↑  volleyballworld.com. ”VNL 2024 - Women's standings.” (på engelska). https://en.volleyballworld.com/volleyball/competitions/volleyball-nations-league/standings/women/#round-f. Läst 24 juni 2024.
32. ↑  Senaste tillfället då någon kontrollerade att de inmatade tabelluppgifterna stämmer. Uppgifter kan ha matats in senare utan att kontrolleras av någon annan